# مارجريت أوزبورن دوبون
مارجريت أوزبورن دوبون (بالإنجليزية: Margaret Osborne duPont)‏ مواليد 04 مارس 1918 في أوريغون، الولايات المتحدة - الوفاة 24 أكتوبر 2012 في إل باسو، الولايات المتحدة، كانت لاعبة كرة مضرب أمريكية سابقة وكانت تلعب باليد اليمنى، اعتزلت اللعب في 1967. سبق أن كانت المصنفة الأولى عالمياً. كما أنها إحدى بطلات الجراند سلام.

## روابط خارجية
- مارجريت أوزبورن دوبون على موقع قاعة مشاهير كرة المضرب الدولية (الإنجليزية)
- مارجريت أوزبورن دوبون على موقع خلاصة التنس.كوم (الإنجليزية)
- مارجريت أوزبورن دوبون على موقع قاعة ديلاوير للمشاهير الرياضية (الإنجليزية)